# Столяров Микола Олександрович
Мико́ла Олекса́ндрович Столяро́в (Столярів) (* 1870, Київ — † 1942, Мінськ) — український математик, за часів Російської імперії — статський радник. За відмінну службу нагороджений орденами святої Ганни 2 ступеня, святого Станіслава 2 ступеня, святого Володимира 4 ступеня.

## Життєпис
1894 року закінчив Київський університет. Викладав в Києво-Подільській та Фундуклеївській жіночих гімназіях.
В 1898—1914 працював у Київському політехнічному інституті — викладачем математики, з 1914 — професор.
У 1914—1920 роках працює професором теоретичної механіки в Харківському технологічному інституті.
Брав участь у роботі ХІІ з'їзду дослідників та лікарів у Москві (1909—1910). 1917 — заслужений професор.
14 березня 1920 на спільному засіданні УАН його обрано директором геометричного інституту. В 1920—1932 роках працює у Київському університеті, одночасно з 1927 викладає у художньому інституті.
Кількарічна праця під головуванням професорів М. Кравчука та Столярова мала наслідком 2 томи «Математичного словника», виданого Державним видавництвом УРСР.
З 1 вересня 1932 працює в Білоруському державному університеті, з 1938 завідує кафедрою теоретичної механіки, одночасно викладав у Білоруському політехнічному інституті.
Загинув в часі нацистської окупації в Мінську.

## Праці
- «Перетворення ультраеліптичних квадратур» (Київ, 1899)
- «Зібрання творів у вищій математиці» (Київ, 1902)